# Walther GSP
Die Walther GSP (Gebrauchs- und Standardpistole) ist eine modular aufgebaute Sportpistole, die von der Firma Carl Walther in verschiedenen Versionen hergestellt wird. Es ist die wohl meistverkaufte Sportpistole der Welt.
Die Pistole wurde 1968 speziell für den Schießsport entwickelt und nutzt in ihrer Konstruktion alle Möglichkeiten des Wettkampfreglements aus.
Die Besonderheit bei dieser Sportpistole ist, dass durch den modularen Aufbau mittlerweile
- 3 verschiedene Kaliber
- 3 verschiedene Abzugsvarianten und
- 4 verschiedene Formgriffe

zur Verfügung stehen.
Da nach deutschem Recht der Besitz von Waffen auch mengenmäßig reglementiert ist, bietet dieses System die Möglichkeit, quasi drei Waffen in einer zu besitzen und so an den verschiedensten Sportdisziplinen teilnehmen zu können.

## Aufbau
Die Basis für die Walther GSP bildet ein Griffstück aus Aluminium. In diesem Griffstück sind vier Halteelemente integriert. Der Magazinhalter ist mittig unten am Magazinschacht angebracht und wirkt über Federdruck. Ein Haltehebel an der linken Waffenseite arretiert über eine Halbwelle das ansonsten nur aufgeschobene Verschlussgehäuse. Eine ebenfalls von der linken Seite (allerdings mit einem Schraubendreher) zu bedienende Welle fixiert die Abzugseinheit des OSP-Abzugs. An der rechten Seite befindet sich der Verschlussfanghebel, der den Verschluss in geöffneter Stellung hält. Er ist nur manuell zu bedienen. An das Griffstück wird hinten der Holzgriff angesetzt.
Die Abzugseinheit wird von oben in das Griffstück eingesetzt. Eine zusätzliche Kunststoffschale verkleidet dabei den Abzugsbügel von innen. Wird der GSP-Abzug benutzt, wird er über eine hinten/oben an der Abzugseinheit befindliche Schraube im Griffstück fixiert.
Das System besteht aus dem Verschlussgehäuse, welches das Verschlussstück mit Schlagbolzen, Auswerfer und Verschlussfeder aufnimmt. Das Spannstück wird durch einen Schlitz im Verschlussstück und zwei Schlitze im Verschlussgehäuse geführt, so dass der Schütze daran den Verschluss spannen kann. Bei der Variante im Kaliber .32 S&W long WC ist das Spannstück vergrößert, so dass sich die Verschlussmasse erhöht. Auf dem Gehäuse befindet sich zudem die Kimme.
Von vorne wird der Lauf in das Verschlussgehäuse eingeführt und mit einer Schraube fixiert. Auf dem Lauf befindet sich das Korn und ggf. ein Laufgewicht.
Zum Lieferumfang gehören, je nach Ausführung, 2 Magazine, Werkzeug und ein Koffer.

## Varianten

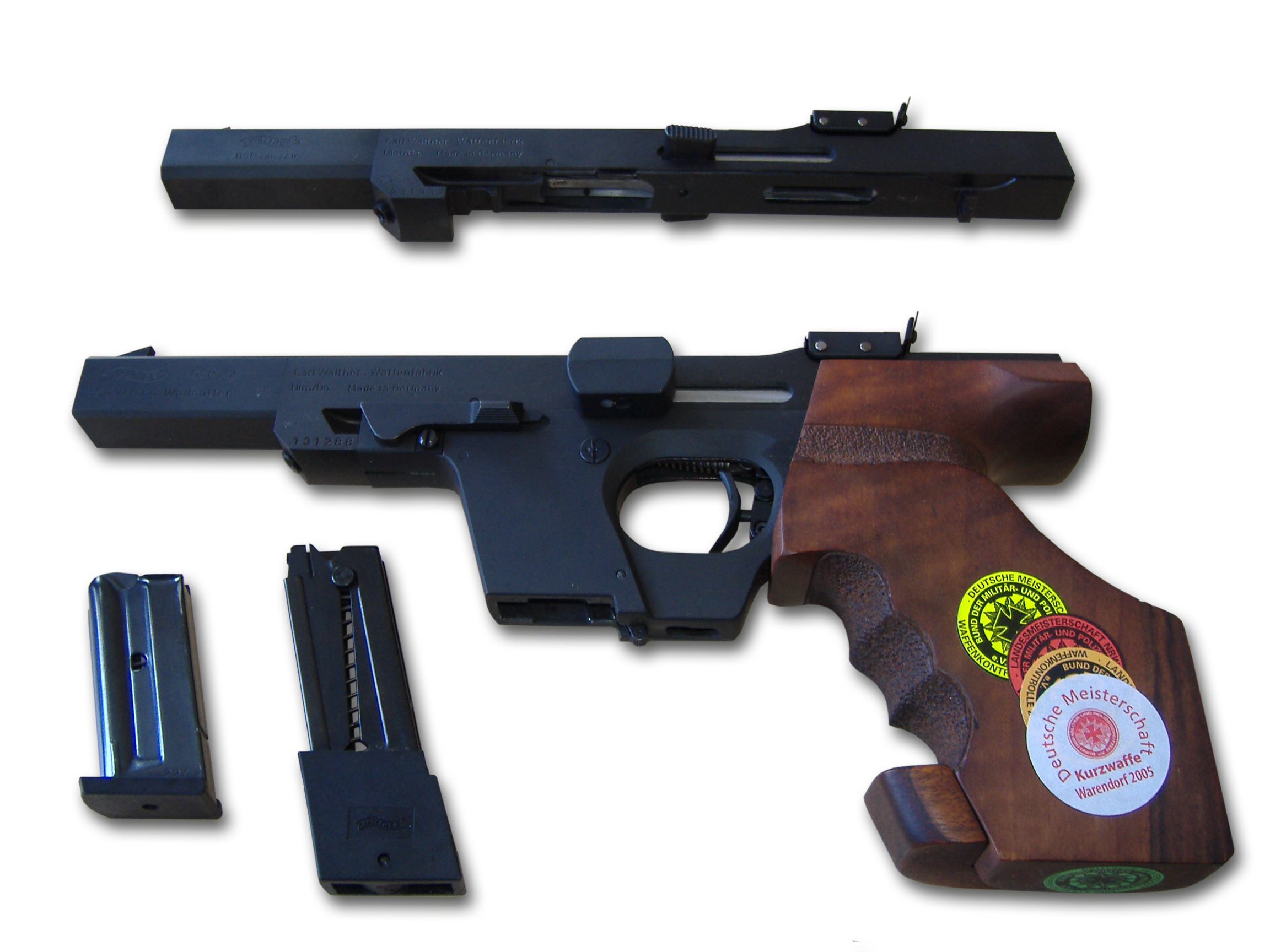
Walther GSP, System .32 S&W long wadcutter(unten), .22lfb (oben)

Während die ersten Waffen noch über eine manuelle Sicherung verfügten, wurden bei der nächsten Generation (ab Waffen-Nr. 67 001, Bj. 1978) verschiedene Änderungen vorgenommen.
Diese umfassten u. a. den Wegfall der Sicherung, eine Abflachung des Systems, Kürzung des Laufs, Änderungen an Griffgestaltung und Visierung sowie Änderungen z. B. an den Federn. Ab diesem Datum waren wirklich alle Griffstücke, Systeme und Abzugssysteme gegeneinander austauschbar.
Bei der aktuellen GSP Expert wurde der Lauf wieder auf 115 mm verlängert und gleichzeitig (nur im Kaliber .22 lfB) mit Kunststoff ummantelt. Dieses soll unerwünschte Schwingungen bei der Schussabgabe verhindern. Im blau eloxierten Aluminium-Laufgewicht befinden sich zwei je 17 g schwere beweglich gelagerte Metallstifte. Diese werden durch Federn gehalten und dienen als Absorber für den Rückstoß der Waffe. Die Kompensatorschlitze sollen jedoch nur das Aussehen fördern und sind ohne Funktion.
Der ohnehin kaum von Verschleißerscheinungen betroffene Verschluss wurde zur Reduzierung von Reibungswiderständen hartstoffbeschichtet (nitrocarboniert).
Das aus naturfarbenem und blauem Schichtholz gefertigte Griffstück wurde überarbeitet und steht in drei Größen für Rechtshänder und in einer Linkshänder-Version zur Verfügung.
Für den Export in die USA steht außerdem eine mit manueller Sicherung ausgestattete Variante zur Verfügung.
Die Walther OSP wurde bereits 1961 für die Disziplin olympische Schnellfeuerpistole konstruiert. Wird hier nicht nur ein Wechselsystem, sondern die komplette Waffe erworben, so ist das Griffstück etwas heller als bei der GSP und verfügt über einen Morini-Griff, der sich bis über den Handrücken des Schützen zieht.
Die Kimme ist am hinteren Abschluss des Systems angesetzt, so dass sich die Visierlänge gegenüber der GSP um mehr als 5 cm verlängert. Gleichzeitig ist auch der Abstand zwischen Laufachse und Visierachse geringer. Die Lauflänge dieser Waffe im Kaliber .22 kurz beträgt nur 85 mm. Dabei wirken Bohrungen im mündungsnahen Bereich des Laufs dem Hochschlagen der Waffe bei der Schussabgabe entgegen.
Die schwache Patrone .22 kurz ermöglicht es hier schnell hintereinander 5 Schuss auf 5 verschiedene Scheiben abzugeben. Deshalb wird bei dieser Disziplin auch mit einem Abzugsgewicht von maximal 200 g geschossen.

## Anpassung der Waffe an den Schützen
Neben den mittlerweile vier verschiedenen Griffsorten (S, M, L und Linkshänder) kann die Handballenauflage in der Höhe verstellt werden.
Die Visierung kann durch zwei Schrauben im Bereich der Kimme in Höhe und Seite verstellt werden. Kommt ein Schütze mit der Größe von Kimmenausschnitt bzw. Korn nicht zurecht, stehen verschieden große Kimmen und Korne zur Verfügung. 
Damit schnell zwischen den Disziplinen „Duell“ (großer Spiegel) und „Präzision“ (kleiner Spiegel) bei denen jeweils „Spiegel aufsitzend“ geschossen wird gewechselt werden kann, gibt es auch ein Korn, welches in zwei Höhenpositionen einstellbar ist, genannt Klappkorn.
Für die GSP/OSP gibt es vier verschiedene Abzugssysteme. Neben einem Trainingsabzug sind dieses Abzüge mit 1.000 g, 1.360 g und 200 g. Diese können innerhalb weniger Sekunden ausgetauscht werden. Das OSP-Abzugssystem ist leicht daran zu erkennen, dass das Abzugszüngel unten im Griffstück befestigt ist, während der GSP-Abzug axial nach hinten wirkt.
Der Abzug selbst kann dann jedoch sowohl für die Vorzugskraft als auch die Druckpunktskraft stufenlos eingestellt werden.
Der Abzugsweg, Position und Winkel des Abzugs sind ebenfalls justierbar.

## Technische Daten
| Technische Daten | GSP (alt)         | GSP               | GSP             | GSP Expert        | GSP Expert        | OSP 2000  |
| ---------------- | ----------------- | ----------------- | --------------- | ----------------- | ----------------- | --------- |
| Kaliber          | .22 lfB           | .22 lfB           | .32 S&W long WC | .22 lfB           | .32 S&W long WC   | .22 kurz  |
| Gesamtlänge      | 300 mm            | 292 mm            | 292 mm          | 295 mm            | 295 mm            | 298 mm    |
| Gesamtbreite     | 50 mm             | 50 mm             | 50 mm           | 50 mm             | 50 mm             | 50 mm     |
| Gesamthöhe       | 150 mm            | 150 mm            | 150 mm          | 142 mm            | 142 mm            | 142 mm    |
| Gewicht          | 1.270 g           | 1.180 g           | 1.280 g         | 1.200 g           | 1.280 g           | 1.160 g   |
| Visierlänge      | 220 mm            | 220 mm            | 220 mm          | 220 mm            | 220 mm            | 274 mm    |
| Lauflänge        | 115 mm            | 107 mm            | 107 mm          | 115 mm            | 107 mm            | 85 mm     |
| Abzuggewicht     | 1.000 g / 1.360 g | 1.000 g / 1.360 g | 1.360 g         | 1.000 g / 1.360 g | 1.000 g / 1.360 g | 100–200 g |
| Magazinkapazität | 5                 | 5                 | 5               | 5 / 10            | 5                 | 5         |

## Wesentliche Änderungen
Nach den veröffentlichten Unterlagen gab es ab den folgenden Seriennummern wesentliche Änderungen:
.22 lfB
- 67 001 (Wegfall der Sicherung etc.)
- 220 137

.32 S&W long WC
- 100 501
- 105 001 (Wegfall des Ausstoßer-Bausatzes)
- 125 817

.22 kurz
- 17 001
- 30 001
- 35 001 (OSP 2000)